# Ian Poulter
Ian James Poulter (1976) is een Engelse golfprofessional.
Poulters vader is een enthousiast golfer en liet zijn kinderen met afgezaagde clubs spelen. Zowel Ian als zijn oudere broer Danny werden professional.

## Professional
Na zijn overwinning op de Europese Challenge Tour in 1999 werd Poulter hij professional en ging hij naar de Tourschool waar hij zich kwalificeerde voor de Europese Tour van 2000. In dat jaar won hij het Italiaans Open, waardoor hij een vaste plaats op de Tour kreeg voor de volgende drie jaren. Ook won hij de Sir Henry Cotton Rookie of the Year Award.
In 2002 kwam hij net niet in het Ryder Cup team, maar in 2004 slaagde hij erin het winnende punt voor het Europese team binnen te brengen. Hierdoor mocht hij in 2005 op de Amerikaanse PGA Tour spelen. Sindsdien verdeelt hij zijn tijd tussen de Europese en de Amerikaanse Tour, wat gemakkelijk kan, omdat hij voorlopig door zijn overwinningen een vaste plaats op de Europese Tour houdt.
In 2008 eindigde hij op de tweede plaats op het Britse Open op de Royal Birkdale Golf Club en mocht hij, net als in 2004, aan de Ryder Cup meedoen, ditmaal via een wildcard van captain Nick Faldo. Bij de Masters maakte hij tijdens de eerste ronde  een hole-in-one op hole 16.
In 2010 won hij het WGC Matchplaykampioenschap. Nick Faldo en Greg Norman feliciteerden hem per telefoon, en Arnold Palmer schreef hem een brief. Ook Colin Montgomerie feliciteerde hem. In 2010 mocht Poulter weer in de Ryder Cup spelen.

### Gewonnen

#### Europese Challenge Tour
- 1999: Open de Côte d'Ivoire (-4)

#### Europese PGA Tour
- 2000: Italian Open
- 2001: Moroccan Open
- 2002: Italian Open
- 2003: Celtic Manor Resort Wales Open, Nordic Open
- 2004: Volvo Masters Andalucia na play-off tegen Sergio Garcia
- 2006: Madrid Open
- 2009: Barclays Singapore Open
- 2010: Hong Kong Open
- 2011: World Match Play Championship

#### World Golf Championships
- 2010: WGC - Matchplay
- 2012: WGC - HSBC Champions

#### Japan Golf Tour
- 2007: Dunlop Phoenix Tournament

### Teams
- Ryder Cup (namens Europa): 2004 2010 2012 (winnaars), 2008
- World Cup (namens Engeland): 2001, 2007, 2009
- Seve Trophy (namens Groot-Brittannië en Ierland): 2003 (winnaars), 2005 (winnaars), 2011

## Boetes

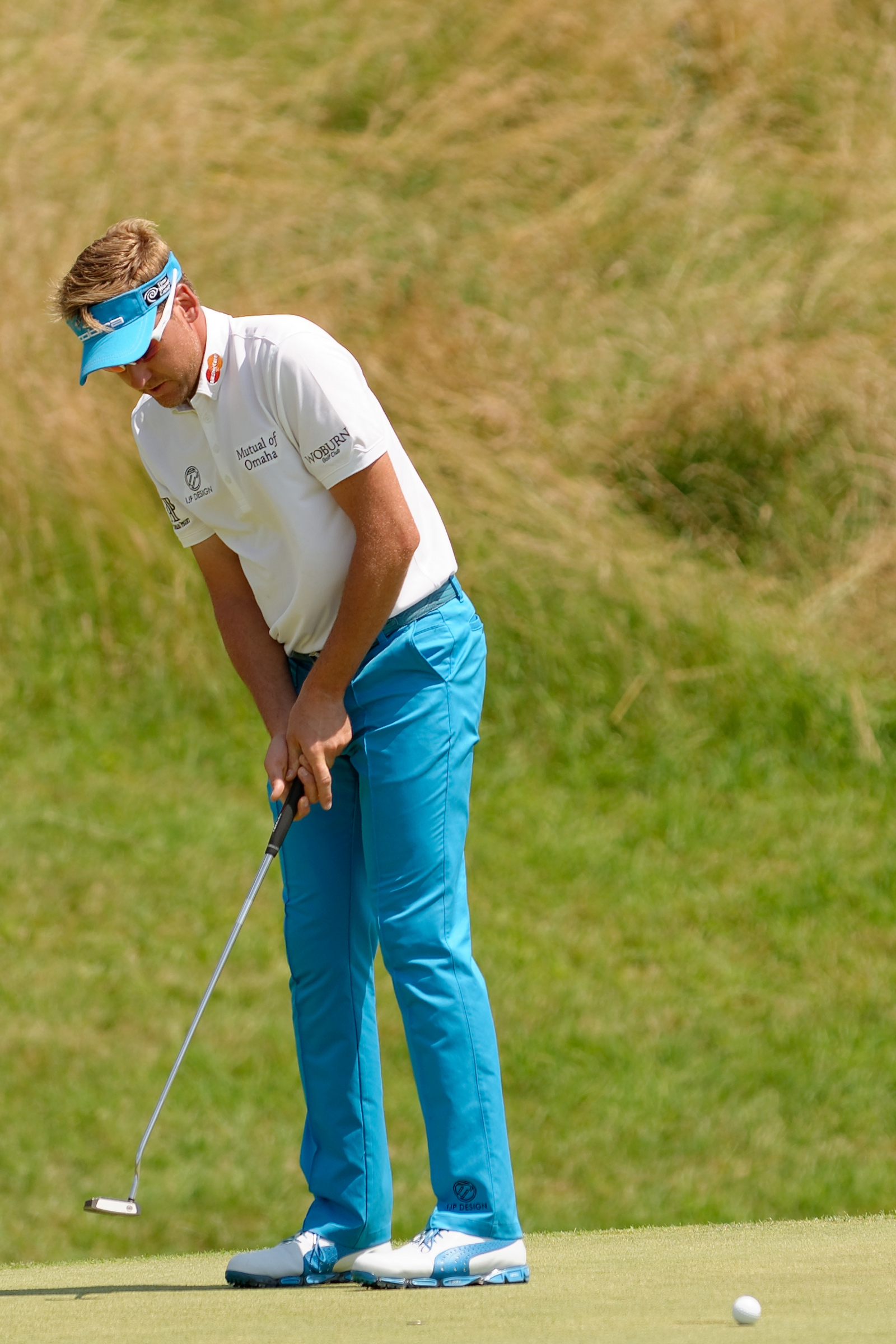
Open de France 2013

Op zijn gedrag is soms wat aan te merken. Tijdens een woede-uitbarsting op het Mercedes-Benz Open in 2007 sloeg hij een teemarker kapot, en kreeg een boete. Het jaar daarvoor kreeg hij tijdens het Open in Ierland een boete van €5000 vanwege het uitschelden van een referee.
Hij is een supporter van Arsenal FC, en had hun logo soms op zijn schoenen. Hij kreeg er geen boete voor, maar nadat hij ook een keer speelde met een Arsenal-pet op, is er een regel gekomen dat golfprofessionals niet in voetbalkleren mogen spelen.

## Kleding
Wat voor weer het ook is, Poulter draagt zijn felgekleurde zonnebril. Ook zijn kleding valt vaak op. In 2005 en 2006 droeg hij tijdens het Britse Open een broek met daarop afbeeldingen van de Claret Jug, de trofee die de overwinnaar krijgt.
Ian Poulter lanceerde in 2007 tijdens het Britse Open zijn eigen kledinglijn, die begin 2008 op de markt gebracht werd onder de naam IJP Design (Ian James Poulter Design). De broeken, die in Londen gemaakt worden, zijn de basis, daarbij zijn accessoires te koop. In Schotland laat hij een speciale IJP tartan weven. IJP ontwierp in 2008 de kleding ontwerpen voor het team van Groot-Brittannië & Ierland in de Curtis Cup.
De coach van Ian Poulter is David Leadbetter, die vooral bekend werd toen hij Nick Faldo's coach was.